# Sepulka
Sepulki – twory wymyślone przez Stanisława Lema. Po raz pierwszy wspomniane w Podróży czternastej Dzienników gwiazdowych. Ponownie można się na nie natknąć w powieści science-fiction tego autora – Wizja lokalna.

## Sepulki u Lema
Wiadomo, że służą do sepulenia i odgrywają wielką rolę w cywilizacji Ardrytów: odniesienia do nich pojawiają się nagminnie w sztuce i reklamie. Ijonowi Tichemu nie udało się ustalić szczegółów, gdyż sepulki są tematem tabu – sama rozmowa o nich jest traktowana jako wielki nietakt. Z pozoru może się wydawać, że sepulki mają związek ze sferą erotyczną (wielkie oburzenie wywoływały próby ich zakupu czy użycia przez Ijona Tichego, jako osoby samotnej), jednak zaprzeczają temu sami Ardryci.
Według Lema sepulki są bardzo podobne do murkwi, a kolorystycznie trochę przypominają pćmy łagodne. Ich funkcja użytkowa jest oczywiście inna.

### Sepulki w Encyklopedii Kosmicznej
Nic niemówiąca definicja sepulek zawarta była w Encyklopedii Kosmicznej prof. Tarantogi, którą pożyczył od niego Ijon Tichy.

Sepulka – l.mn. sepulki, odgrywający doniosłą rolę element cywilizacji Ardrytów (ob.) z planety Enteropii (ob.). Ob. sepulkaria.
Sepulkaria – l.poj. sepulkarium, obiekty służące do sepulenia (ob.).
Sepulenie – czynność Ardrytów (ob.) z planety Enteropii (ob.). Ob. sepulki.

Jednak w powieści Wizja lokalna okazuje się, że Encyklopedia Kosmiczna to oszustwo, o czym profesor miał powiedzieć Tichemu, ale zapomniał. Także w tej powieści okazuje się, że nie istnieje też sama planeta Enteropia, a domniemany świat był jedynie kamuflażem dla planety Encja.

## Sepulki w entomologii
Radziecki entomolog Aleksander Rasnicyn, pracujący w jednym laboratorium z pisarzem Kiryłem Jeskowem, w 1968 na cześć Lema nazwał sepulkami (rodzina sepulkowate (Sepulcidae), z rodzajami Sepulca i Sepulenia oraz gatunkami Sepulca mirabilis, Sepulca mongolica oraz Sepulenia syricta) odkryte na Zabajkalu skamieniałości późnomezozoicznych owadów.

## Sepulki w kulturze
Od sepulek wzięła nazwę polska literacka nagroda w dziedzinie twórczości fantastycznej, Złota Sepulka. Pojawiają się też w tytule książki Wojciecha Orlińskiego poświęconej twórczości Stanisława Lema, Co to są sepulki?